# Thuiaria affinis
Thuiaria affinis är en nässeldjursart som först beskrevs av Jäderholm 1905.  Thuiaria affinis ingår i släktet Thuiaria och familjen Sertulariidae. Inga underarter finns listade i Catalogue of Life.